# Karl Hillebrand (författare)
Karl Hillebrand, född 17 september 1829 i Giessen, död 19 oktober 1884, var en tysk författare. Han var son till Joseph Hillebrand.
Hillebrand måste som revolutionär 1849 fly ur Tyskland. I Frankrike blev han 1863 professor i Douai. År 1870 for han som korrespondent för The Times till Rom. Senare var han bosatt i Florens, och påbörjade där det stora verket Italia (1874-77) och skrev Geschichte Frankreichs von der Thronbesteigung Louis Philippes bis zum Fall Napoelon III. (2 band, 1877-79). 
Bland Hillebrands övriga skrifter märks Dino Compagni (1862), Des conditions de la bonne comédie (1863), La Prusse contemporaine (1867), Études italiennes (1868), De la réforme de l'enseignement supérieure (1868), Zwölf Briefe eines ästhetischen Ketzers (1873), Zeiten, Völker und Menschen (7 band, 1872-85). Hillebrand var en av sin samtids främsta tyska essayister.